# Atomosia setosa
Atomosia setosa är en tvåvingeart som beskrevs av Hermann 1912. Atomosia setosa ingår i släktet Atomosia och familjen rovflugor. Inga underarter finns listade i Catalogue of Life.